# 新郑黄帝故里景区
新郑黄帝故里景区位于河南省新郑市，是中华人物始祖轩辕黄帝的故里，同时也是黄帝故里拜祖大典的举办地，2006年6月成为国家4A级旅游景区。

## 历史
黄帝故里景区的前身是轩辕故里祠。轩辕故里祠始建于汉朝，后屡有毁建。明隆庆四年（1570年）修葺，于祠前建轩辕桥。清康熙五十四年（1715年），时任新郑县知事许朝柱于祠前立轩辕故里碑。乾隆二十九年（1764年）修葺，《重修大殿碑记》记述：“古传郑邑为轩辕氏旧墟，行在北有轩辕丘遗址，乃当年故址。”20世纪90年代初，新郑市时任政府领导组织重修。2000年，轩辕故里祠被公布为第三批河南省文物保护单位，2006年又以“新郑轩辕庙”之名被公布为第六批全国重点文物保护单位。
1997年3月，黄帝故里启动扩建，对祠前居民户进行拆迁，建黄帝故里祠前区和黄帝故里广场，面积约5000多平方米，并进行绿化。2002年至2003年，中共新郑市委、新郑市人民政府扩建轩辕故里祠区，并易名为“黄帝故里景区”，扩建后景区面积达43万平方米。为满足黄帝故里拜祖大典的举办需要，2007年1-4月，黄帝故里景区再次扩建，扩建后的景区由南向北依次由中华姓氏广场、轩辕故里祠前区、轩辕故里祠（轩辕庙）区、拜祖区、轩辕丘与黄帝纪念馆区组成。
2023年8月，考古人员在黄帝故里遗址发现一座编钟祭祀坑。

## 景区组成

### 中华姓氏广场与祠前区
中华姓氏广场位于景区最南部，于2007年新建，面积约17万平方米，设黄帝宝鼎坛和中华姓氏墙。黄帝宝鼎坛共有三层，首层为中国最早的姓氏“风”姓；第二层为女系下传姓氏，即带有“女”字旁的姓氏，共45个；第三层则为宋朝编排的百家姓。鼎坛中心为黄帝宝鼎，由青铜铸造，高6.99米，直径4.7米，重24吨。鼎腹三面，每面镌刻三条龙，其中一条巨龙居中，回首反顾，龙首有似火球，寓为黄帝宝珠，象征光明；龙口涎水纹，象征风调雨顺；鼎足为立熊，寓意国于有熊。中华姓氏墙上则刻有2006年公布的当代百家大姓及有文字可考的3000多个姓氏。祠前区东西宽80米，南北长100米，面积约8000平方米，由南向北依次为汉代风格石阙、日晷与指南车（位于左右两侧绿化带内）、四柱石坊、轩辕桥与姬水河。轩辕桥位于轩辕故里祠前，始建于明隆庆四年，后古桥沉埋于地下，现桥于2002年扩建时修建。

### 轩辕庙
轩辕庙又称“轩辕故里祠”，位于景区中心，祠区面积约2亩，坐北面南，祠有大殿五间，殿中端坐黄帝老年塑像，像上有程思远题写“人文初祖”匾额。像后背墙和东西墙壁上彩绘“黄帝诞生”、“黄炎结盟”、”征战蚩尤”、“高举龙旗”、“建都有熊”、“创造发明”等壁画。轩辕故里祠还有东西配殿各三间，东配殿塑黄帝正妃嫘祖像，西配殿塑黄帝次妃嫫祖像。大殿前设长方形鼎，供祭拜黄帝用，前左侧树“林则徐拜祖碑”，前右侧树“世界客属总会拜祖碑”。祠前庭三间，以图展示新郑裴李岗文化、仰韶文化和龙山文化，前庭门楣为薄一波题词“轩辕故里”。祠前门两旁置青石雕刻石熊，以示有熊国图腾。祠前左侧树刘正威题“轩辕故里”碑。

### 拜祖广场
拜祖广场位于轩辕故里祠后，南北长150米，东西宽150米，面积约2.25万平方米，为黄帝故里拜祖大典的主会场所在。中间由南向北为一条36米宽深红色花岗岩石通道，至黄帝像。地面铺30米x30米“五色土”图案，其五色分布中为黄色以应黄帝，东为青色以应青帝，西为白色以应白帝，南为赤色以应赤帝，北为黑色以应黑帝。广场两侧为楹联长廊，各长150米，宽5米，楹联200幅。广场以北为中华圣火台和拜祖台，拜祖台位于黄帝像前，台东西长27米，南北宽20米，台前设90厘米高汉白玉栏杆。颂歌台位于拜租台左右两侧，每侧各长20米，五级青石面层．每侧可立250名颂歌者。颂歌台两侧置黄龙。

### 黄帝纪念馆
黄帝纪念馆为轩辕丘旧址。轩辕丘清末被毁，今又象征性修复，丘高19米，直径100米，丘上植草木。黄帝纪念馆位于轩辕丘下，高11.9米，宽50米，共二层，建筑面积30,018平方米。一层在地下，北壁墙中央端坐轩辕黄帝黄铜像，通高5.9米，取“九五”之尊意。

## 图集

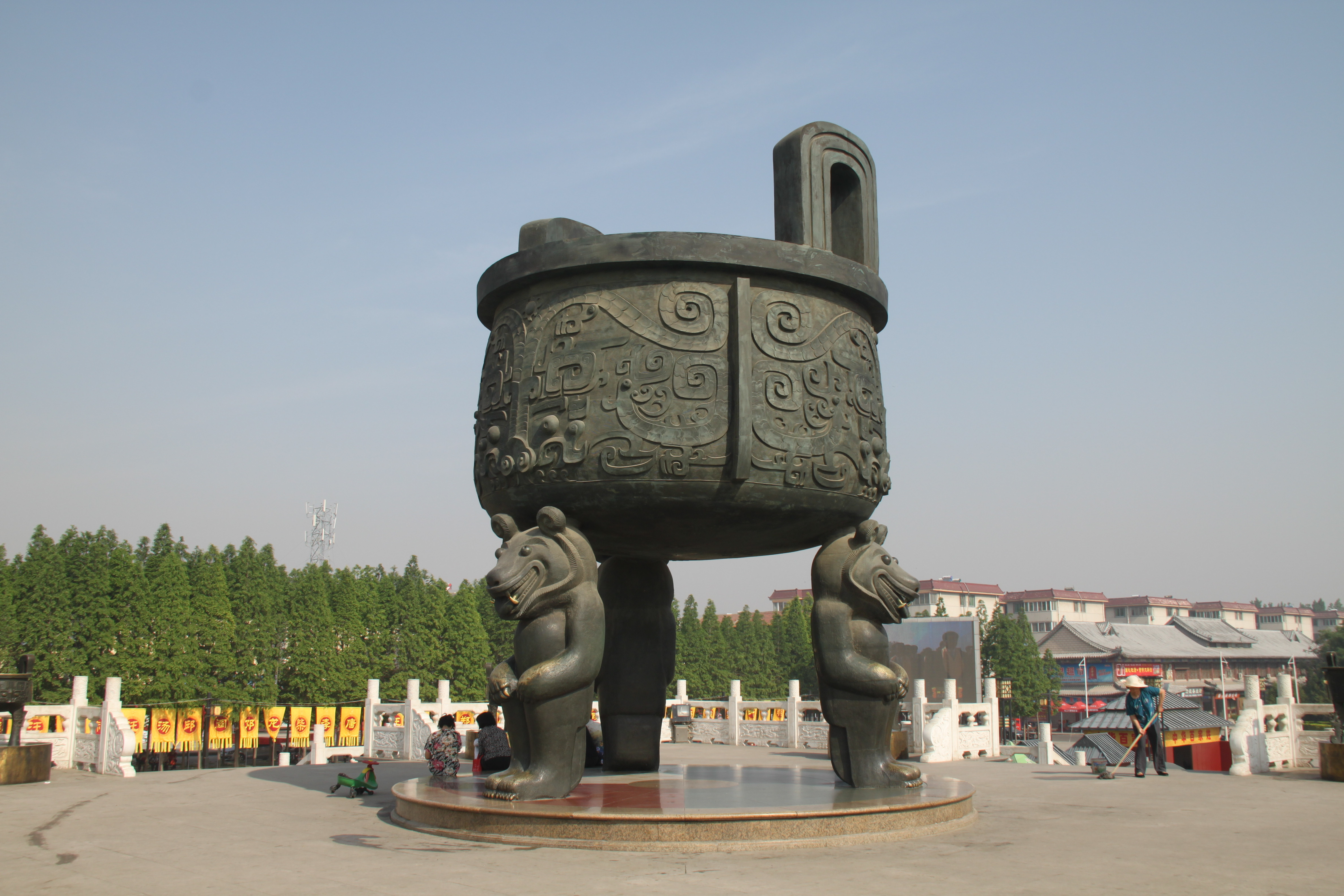
黄帝宝鼎
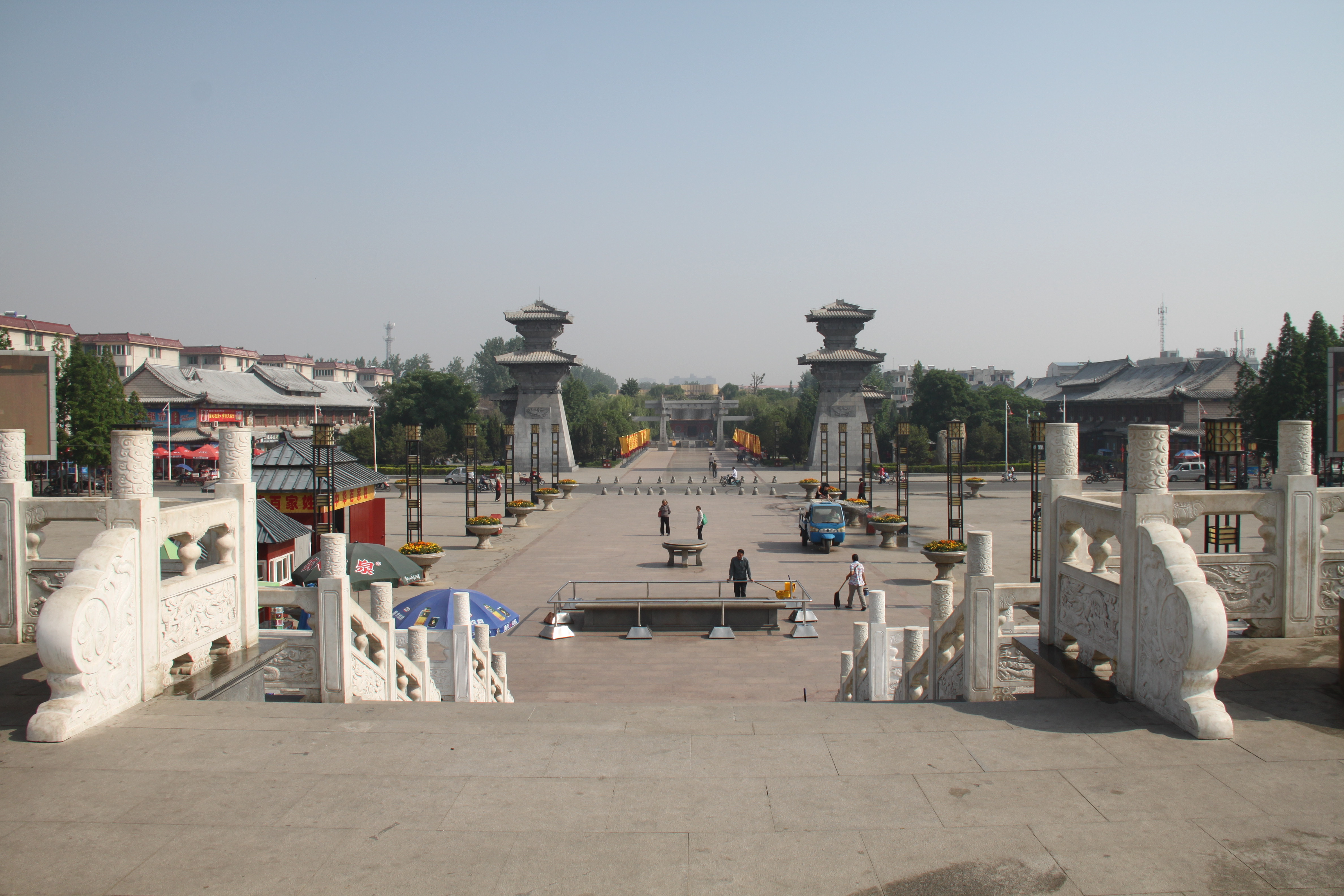
中华姓氏广场
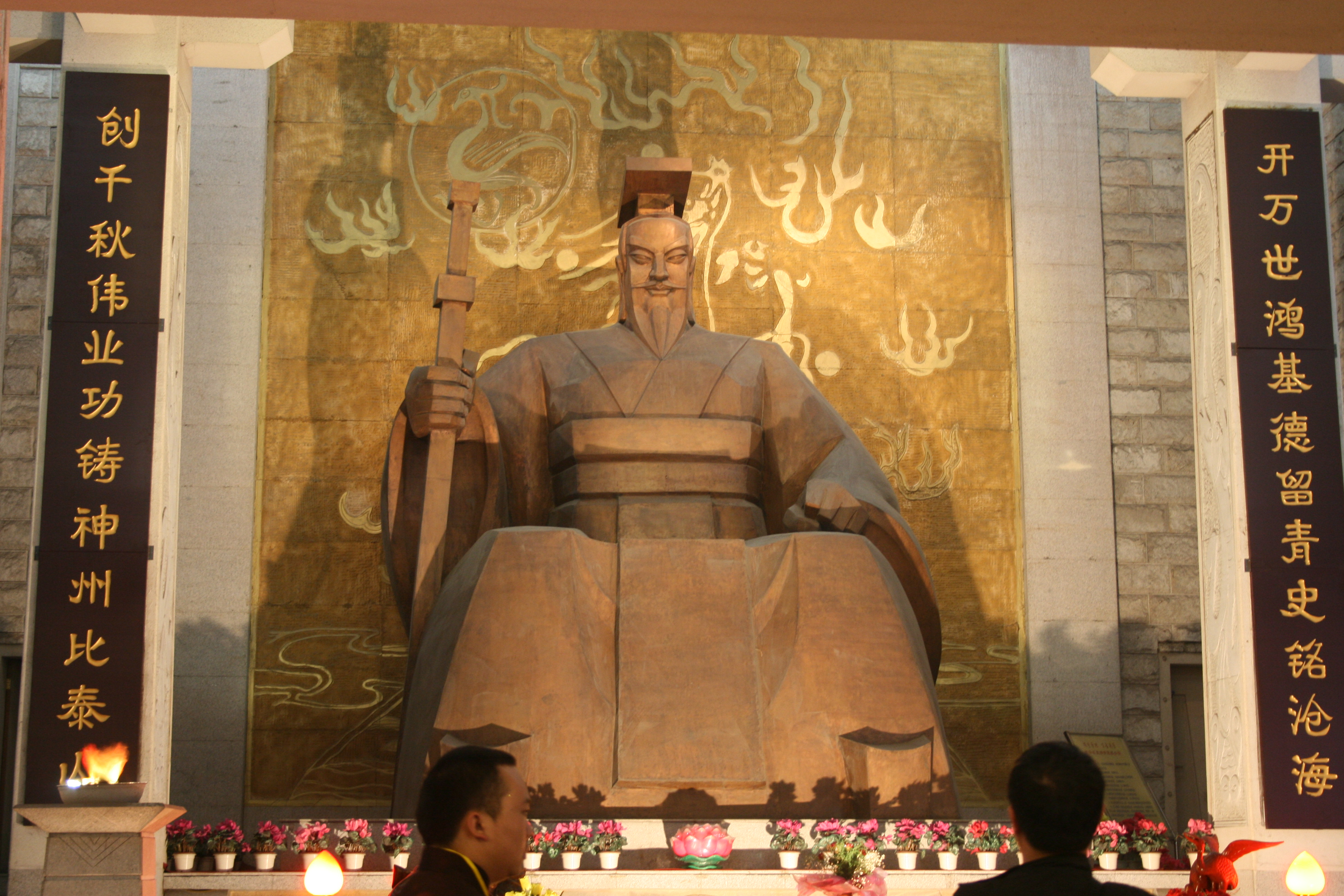
黄帝纪念馆内的轩辕黄帝铜像

## 交通
| 新郑公交 \| 途径公交线路一览 \| 途径公交线路一览 \| 途径公交线路一览 \| 途径公交线路一览 \| 途径公交线路一览 \| \| 编号 \| 路线 \| 路线 \| 路线 \| 备注 \| \| ---------------- \| ---------------- \| ---------------- \| ---------------- \| ---------------- \| \| 1新郑 \| 新郑火车站 \| ⇆ \| 西关 \| \| \| 2新郑 \| 黄帝故里 \| ⇆ \| 园博园南门 \| \| \| 6新郑 \| 新郑北关汽车站 \| ⇆ \| 孟庄站 \| \| \| 205新郑 \| 城关乡公交站 \| ⇆ \| 畅馨园 \| \| |                |      |            |      |
| 途径公交线路一览 |                |      |            |      |
| 编号 | 路线           | 路线 | 路线       | 备注 |
| 1新郑 | 新郑火车站     | ⇆    | 西关       |      |
| 2新郑 | 黄帝故里       | ⇆    | 园博园南门 |      |
| 6新郑 | 新郑北关汽车站 | ⇆    | 孟庄站     |      |
| 205新郑 | 城关乡公交站   | ⇆    | 畅馨园     |      |